# Rita Petro
Rita Petro, znana też jako Rita Filipi (ur. 13 marca 1962 w Tiranie) – albańska poetka i dziennikarka.

## Życiorys
W latach 1980–1984 studiowała albańską literaturę i język na Uniwersytecie Tirańskim. Po ukończeniu studiów podjęła pracę w Wydawnictwie Podręczników Szkolnych w Tiranie. Tam też przygotowywała podręczniki z literatury albańskiej dla szkół podstawowych. Problemy metodologiczne związane z opracowaniem nowych podręczników przedstawiała także w miesięczniku Alba. W roku 1993 ukończyła studia podyplomowe na Uniwersytecie Ateńskim, z zakresu filozofii i kultury greckiej.
W roku 1999 w czasie Dni Poezji w Elbasanie zdobyła nagrodę "Onufri". Od roku 2005 kierowała wydawnictwem Albas, które ma w swojej ofercie podręczniki szkolne i teksty politologiczne.
Przesiąknięta erotyzmem i obrazoburcza poezja Rity Petro wyraźnie wyróżnia się na tle współczesnej poezji albańskiej. Jej utwory tłumaczono na język angielski,  niemiecki i rumuński.

## Poezja
- Vargje të përfolura (Bezwstydne wersy), Tirana 1994.
- Shija e instinktit (Smak instynktu), Tirana 1998.
- Këtu poshtë këndohet live (Tu na dole śpiewają na żywo), Tirana 2002.
- Në intimitet: poezi të zgjedhura, Tirana 2006.
- Vrima, Tirana 2014.
- Kënga e Turmës, Tirana 2016.

## Inne publikacje
- Abetare: mbarëkombëtare, Tirana 2009
- ABC : libri im i parë, Tirana 2015.
- Legjenda dhe vende, shiqiptare, Tirana 2015.
- Lindur së prapthi, Tirana 2022.